# Bahnhof Elst
Der Bahnhof Elst ist ein Trennungsbahnhof in Elst, einem Ortsteil der Gemeinde Overbetuwe in der niederländischen Provinz Gelderland. In ihm zweigt die Bahnstrecke Elst–Dordrecht von der Bahnstrecke Arnhem–Nijmegen ab.

## Geschichte
Der erste Bahnhof in Elst wurde ab 1877 erbaut und am 15. Juni 1879 zeitgleich mit der Eröffnung der Bahnstrecke Arnhem–Nijmegen in Betrieb genommen. 1882 erhielt der Bahnhof Anschluss an die Bahnstrecke Elst–Dordrecht (Oostelijke Betuwelijn) und stellt seither den Endbahnhof dar. 1935 wurde der Musiker Pierre Kartner auf dem Bahnhofsgelände geboren, sein Vater war damals der Bahnhofsvorsteher.
Die Elektrifizierung der Strecke Arnhem–Nijmegen erfolgte im Jahre 1940. Nach dem Ende des Zweiten Weltkrieges hatte einige Jahre lang keine Verbindung nach Geldermalsen bestanden, bis der Verkehr 1954 wieder mit einem Dieselzug des Typs Blauwe Engel (deutsch „Blauer Engel“) in Gang gesetzt wurde. Im Jahre 1981 wurde das alte Bahnhofsgebäude geschlossen und durch einen neuen Bau nach einem einzigartigen Entwurf des Architekten Cees Douma am heutigen Standort ersetzt. Im Rahmen des Stadsregiorail-Programms wurde 2014 ein drittes Gleis mit einer Wendeanlage für die Bahnlinie in Richtung Dordrecht angelegt. Bei einem Zugunglück am 14. Juli 2017 kamen zwei 17-Jährige ums Leben, als diese die Gleise zu überqueren versuchten und dabei von einem Intercity-Zug der Nederlandse Spoorwegen erfasst wurden. Der Zugverkehr zwischen Arnhem und Nijmegen musste zeitweise eingestellt werden.

## Streckenverbindungen
Im Jahresfahrplan 2022 halten folgende Linien am Bahnhof Elst:
| Zugtyp             | Linienverlauf                                                                                                  | Frequenz |
| ------------------ | --- | --- |
| Intercity          | Utrecht Centraal – Driebergen-Zeist – Veenendaal-De Klomp – Ede-Wageningen – Arnhem Centraal – Elst – Nijmegen | stündlich (ausschließlicher Halt freitag- und samstagnachts)                                                     |
| Sprinter           | Dordrecht – Breda – Tilburg – ’s-Hertogenbosch – Nijmegen (– Elst – Arnhem Centraal)                           | halbstündlich (fährt abends nicht nach Arnhem; sonntags stündlich zwischen ’s-Hertogenbosch und Arnhem Centraal) |
| Sprinter           | (Wijchen –) Nijmegen – Elst – Arnhem Centraal – Zutphen                                                        | halbstündlich (abends und sonntags nicht nach Wijchen)                                                           |
| Stoptrein (Arriva) | Arnhem Centraal – Elst – Tiel                                                                                  | stündlich |